# Deutz D-06

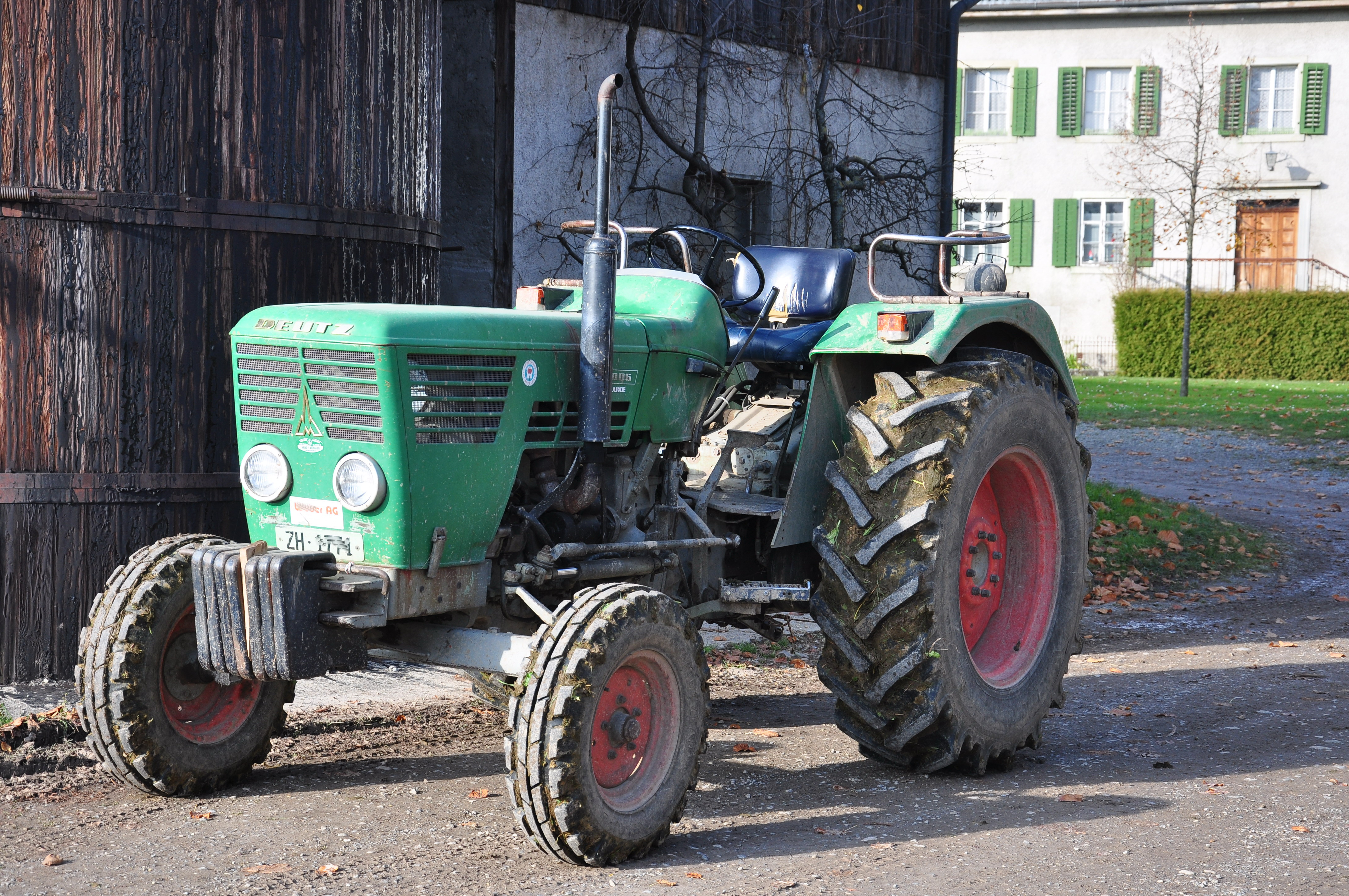
Ein Deutz der Serie 06

Die Deutz D-06-Reihe als Bestandteil der Marke Deutz-Fahr gehörte zu den erfolgreichsten Baureihen des Traktorenherstellers Klöckner-Humboldt-Deutz AG aus Köln. Die Baureihe wurde erstmals im Frühjahr 1968 in Köln-Deutz der Deutz-Händlerschaft vorgestellt. Später im Jahr 1968 wurde die Serie 06 der Allgemeinheit auf der DLG-Ausstellung in München präsentiert. Sie löste die Baureihe Deutz D-05 ab.

## Geschichte 1968–1982

### Details

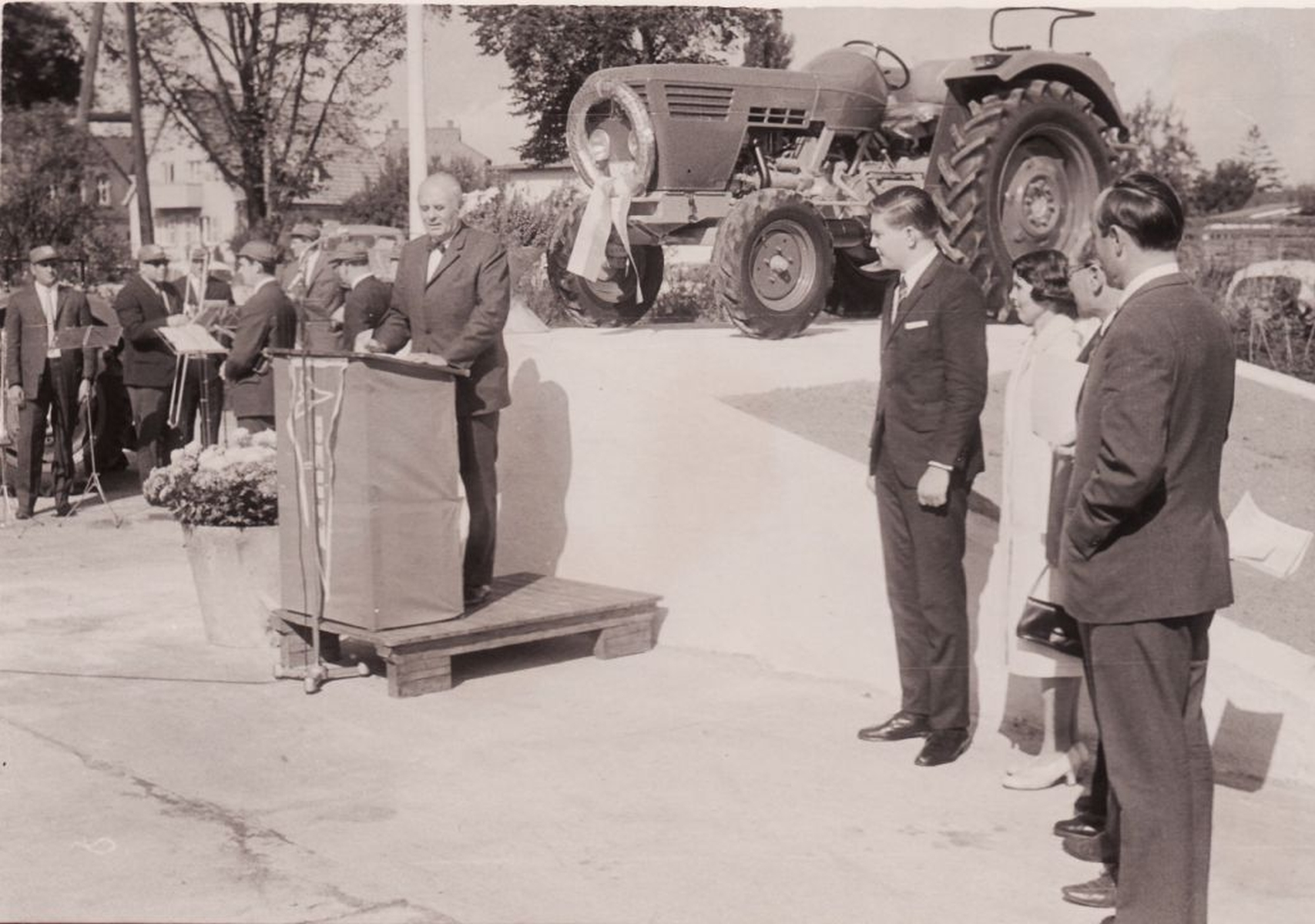
Übergabe des 400.000. Deutz-Schleppers (Modell D 4006) am 19. September 1968 in Uelzen an den Gewinner eines DLZ-Preisausschreibens.

Die Baureihe D-06 umfasste Traktoren von 22 bis 160 PS, die bis auf den D 16006 alle mit einem Direkteinspritzer-Dieselmotor der Baureihe FL912 motorisiert waren. Der D 16006 hat eine Ausnahmestellung inne, weil er ein von einem Radlader abgeleiteter Traktor mit Knicklenkung war und einen F8L413 Motor hatte. Das Einstiegsmodell war der D 2506. Er leistete 22 PS und war mit einem unsynchronisierten Getriebe mit 8 Vorwärts- und 2 Rückwärtsgängen ausgestattet. Zapfwelle mit einer Drehzahl von 540 min−1 und Dreipunkthydraulik, sowie ein gefederter und gepolsterter Fahrersitz waren bereits ab diesem Modell erhältlich.

Der D 3006 war bereits mit einer Doppelkupplung ausgerüstet, d. h. Zapfwellen- und Fahrantrieb konnten über ein Pedal unabhängig voneinander gekuppelt werden.

Ab dem D 4006 stand ein Allradantrieb und auf Wunsch ein synchronisiertes Getriebe mit 8 Vorwärts- und 4 Rückwärtsgängen zur Verfügung. Auf Wunsch konnten die Traktoren auch mit einer unabhängigen Zapfwellenkupplung ausgerüstet werden, d. h. die Zapfwelle konnten über einen separaten Handhebel gekuppelt werden. Außerdem konnte der Traktor auch mit zwei verschiedenen Zapfwellendrehzahlen, 540 min−1 und 1000 min−1, ausgestattet werden.
Die Ausrüstungsstufe des Getriebes wurde durch eine Buchstabenkombination hinter der Typenbezeichnung deklariert. SKULD bedeutete zum Beispiel: Schnellgang, Kriechgang, Unabhängige Zapfwellenkupplung, Leichtschaltung (Synchrongetriebe), Duo-Zapfwelle (540 und 1000 min−1).

### Zubehör
Als Zubehör gab es weiterhin ein Balkenmähwerk an der rechten Seite (mit hydraulischer Aushebung und mechanischem oder vollhydraulischem Antrieb), eine Verdeckkabine (ab 1972 auch mit fester Fahrerkabine), einen Frontlader, Hydraulik-Zusatzsteuergeräte zum Antrieb von Frontladern, Kippanhängern, oder Drehpflügen, und vieles mehr.
Mit der Baureihe D-06 führte Deutz-Fahr ein Baukastensystem ein, daher waren die Bauteile der einzelnen Schleppertypen untereinander kompatibel, was die Ersatzteil-Lagerhaltung enorm vereinfachte. Die Motorenreihe F(x)L912 (x steht für die Zylinderanzahl) wurde weltweit in Baumaschinen, Aggregaten und Lastkraftwagen eingebaut und ist für Robustheit, Zuverlässigkeit, Lebensdauer und geringen Verbrauch bekannt.

### Farbgebung
Von 1968 bis 1974 wurden die Traktoren in der „alten“ Deutz-Lackierung mit hellgrauem Motorblock und dunkelgrünem Blechkleid ausgeliefert, die Felgen waren rot lackiert. 1974 wurde beim Blechkleid auf das bis heute verwendete „Deutzgrün ’74“ gewechselt, der Block wurde dunkelolivgrün, die Felgen blieben rot. 1977/78 erfolgte der Übergang zum neuen Deutz-Farbschema mit blauschwarzem Motorblock und hellgrünen Blechteilen, die Felgenfarbe wurde silber.
Spätestens ab 1976 ging man dazu über, den Auspuff neben der Motorhaube nach oben zu führen. Das hatte den Vorteil, dass man beim Ankuppeln von Anbaugeräten, Anhängern und ähnlichem (siehe Liste landwirtschaftlicher Geräte und Maschinen) nicht mehr in den Abgasen stand.

### Nachfolge
Die Zwei-, Drei- und Vierzylindermodelle wurden zumeist mit dem  1980/81 durch die Baureihe D-07, die Sechszylindermodelle 1978 durch die DX-Reihe abgelöst.
Auch heute, gut 50 Jahre nach Produktionsstart und 40
Jahre nach Produktionsende, sind noch viele dieser zuverlässigen Traktoren in Deutschland und Europa zu finden. Sei es als Zweit- oder Drittschlepper auf großen Bauernhöfen, als Alleinschlepper in kleinen bäuerlichen Betrieben oder als Hobbyfahrzeug.
Nach Produktionsende in Deutschland wurden die Traktoren der Baureihe D-06 im ehemaligen Jugoslawien und in Algerien in Lizenz weiterproduziert.

## Baureihe

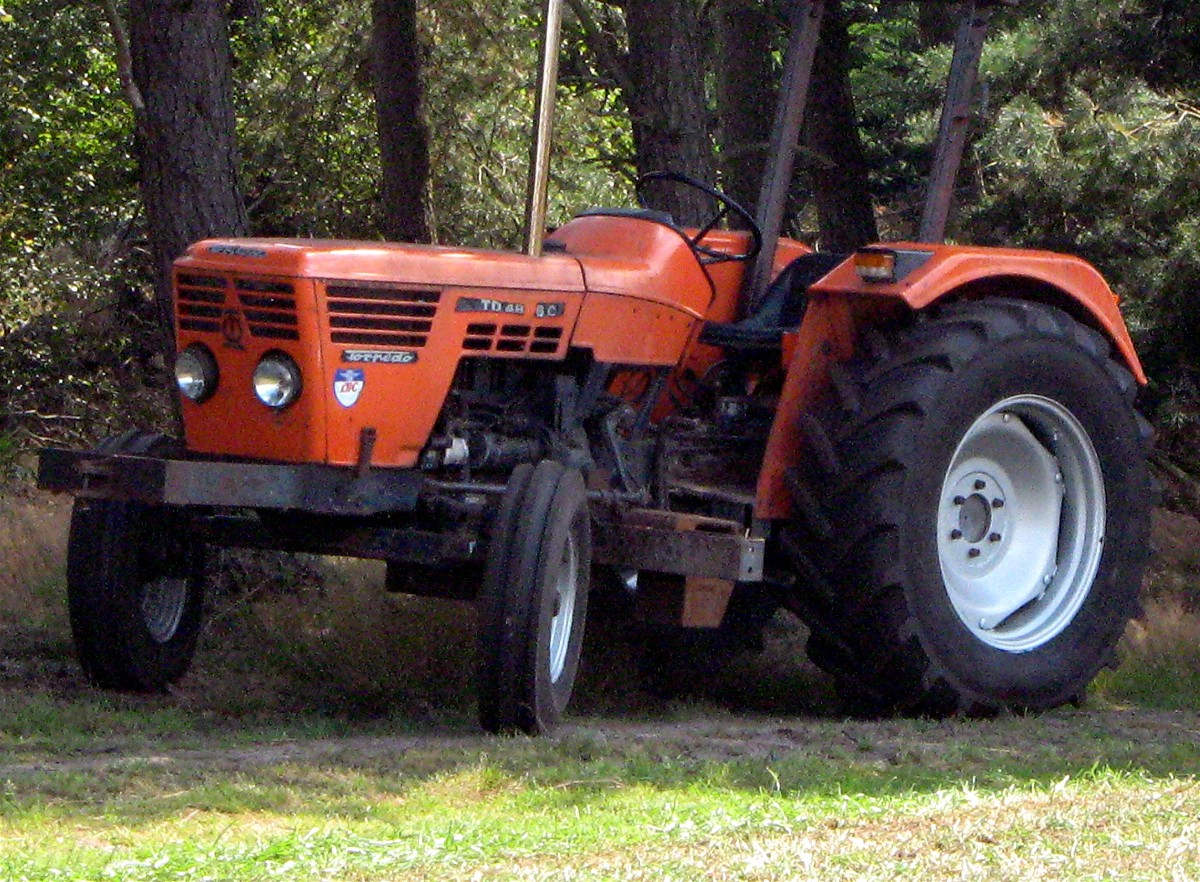
Ein jugoslawischer Torpedo, Lizenznachbau der 06er-Reihe

| Typ | Bauzeit | Leistung (PS) | Motor | Hubraum | sonstiges |
| --- | --- | --- | --- | --- | --- |
| - D 25 06 - D 30 06 - D 30 06 P - D 40 06 - D 40 06 P - D 45 06 - D 50 06 - D 52 06 - D 55 06 - D 60 06 - D 62 06 - D 68 06 - D 70 06 - D 70 06 - D 72 06 - D 75 06 - D 80 06 - D 90 06 - D 100 06 - D 120 06 - D 130 06 - D 160 06 | - 1968–1974 - 1968–1979 - 1969–1973 - 1968–1982 - 1968–1982 - 1974–1981 - 1968–1974 - 1974–1981 - 1969–1975 - 1968–1974 - 1974–1981 - 1974–1981 - 1970–1972 - 1972–1974 - 1974–1981 - 1968–1971 - 1970–1978 - 1968–1970 - 1970–1978 - 1970–1972 - 1972–1979 - 1972–1975 | - 24 - 30 - 30 - 35 - 35 - 40 - 48 - 51 - 52 - 62 - 58 - 68 - 67 - 70 - 72 - 75 - 80 - 92 - 100 - 120 - 120 - 160 | - F2L 912 - F2L 912 - F2L 912 - F3L 912 - F3L 912 - F3L 912 - F3L 912 - F3L 912 - F4L 912 - F4L 912 - F4L 912 - F4L 912 - F4L 912 - F4L 912 - F4L 912 - F6L 912 - F6L 912 - F6L 912 - F6L 912 - BF6L 912 - BF6L 912 - F8L 413 V | - 1884 - 1884 - 1884 - 2826 - 2826 - 2826 - 2826 - 2826 - 3768 - 3768 - 3768 - 3768 - 3768 - 3768 - 3768 - 5652 - 5652 - 5652 - 5652 - 5652 - 5652 - 11300 | - Schmalspur - Allradoption - Schmalspur - Allradoption - Allradoption - Allradoption - Allradoption - Allradoption - Allradoption - Allradoption - Allradoption - Allradoption - Allradoption - Allradoption - Allradoption - Allradoption - Allradoption - Allrad - Allrad - Allrad |

### D 4206 V
Der 4206 V  entstammt einer (geplanten) Zusammenarbeit von Deutz und Fendt und stellt im Prinzip einen Fendt Plantagenschlepper mit Deutz F3L912-Motor und Deutz-Verkleidungsblechen dar. Das V steht für „Vigneron“, sprich Weinbau. Der Typ ist über den Prototyp nicht hinausgekommen.

## Bilder

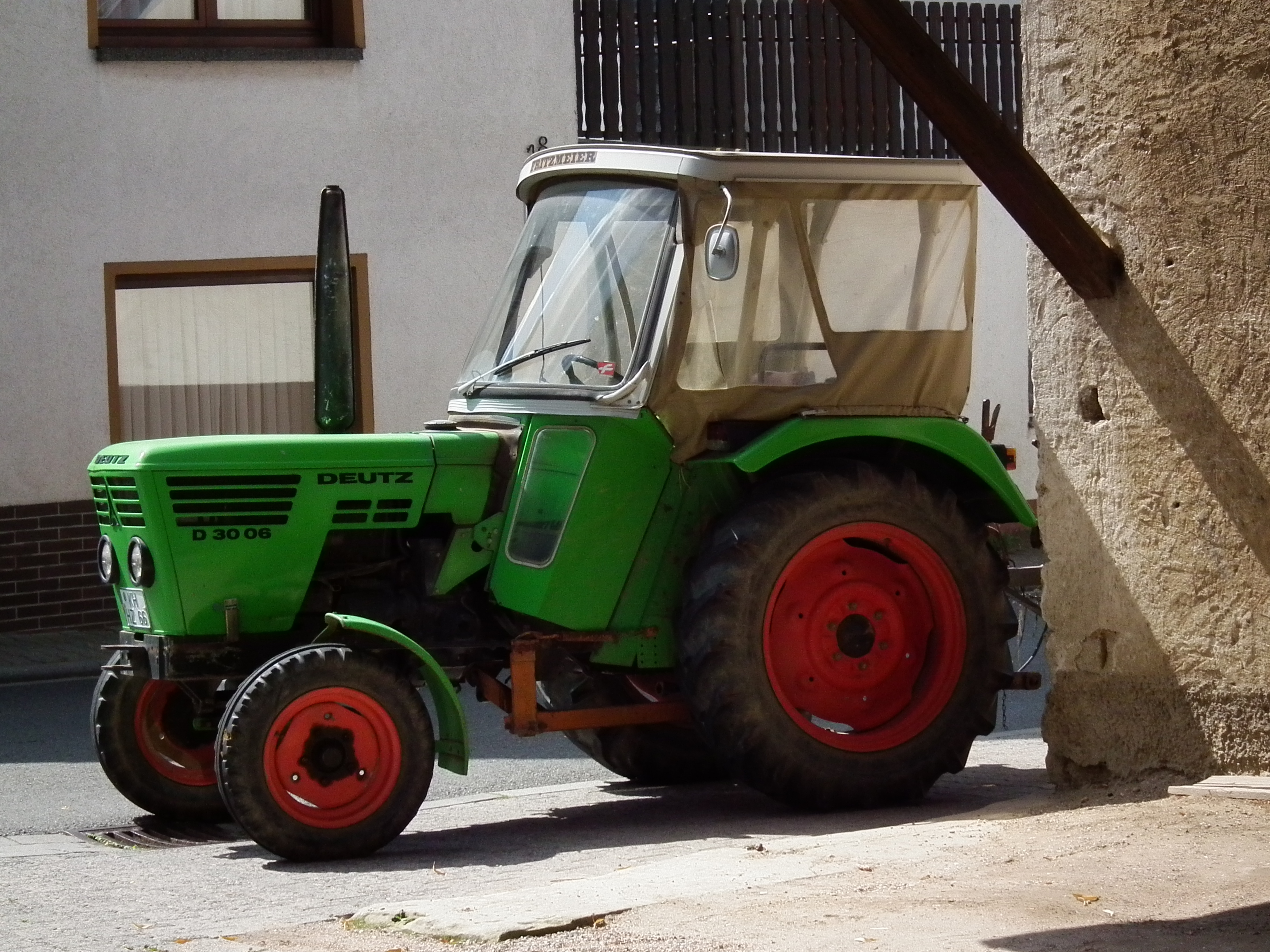
Deutz D 3006 (1968–1978) mit Fritzmeier-Verdeck
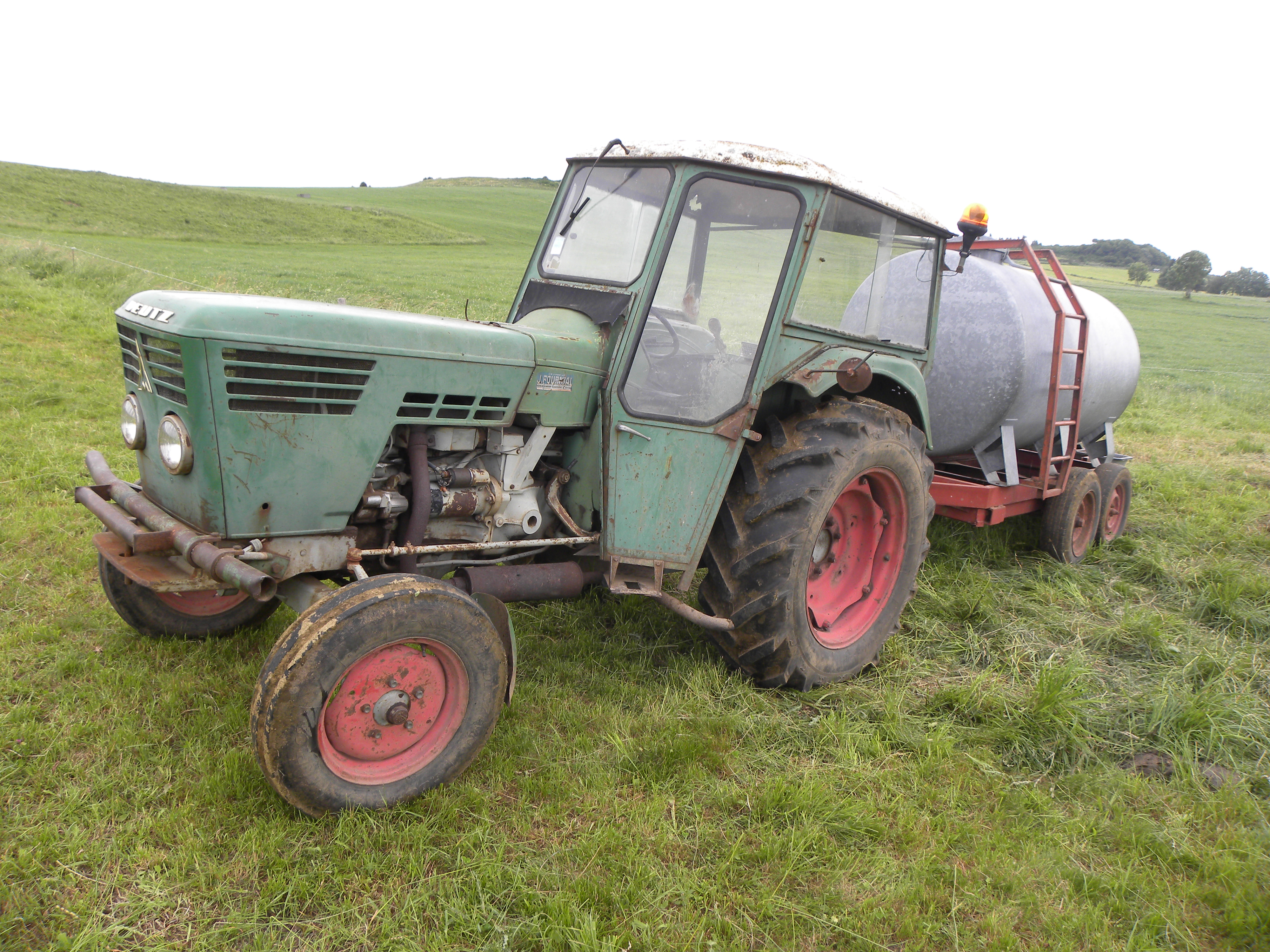
Deutz D 4006 (1968–1980)
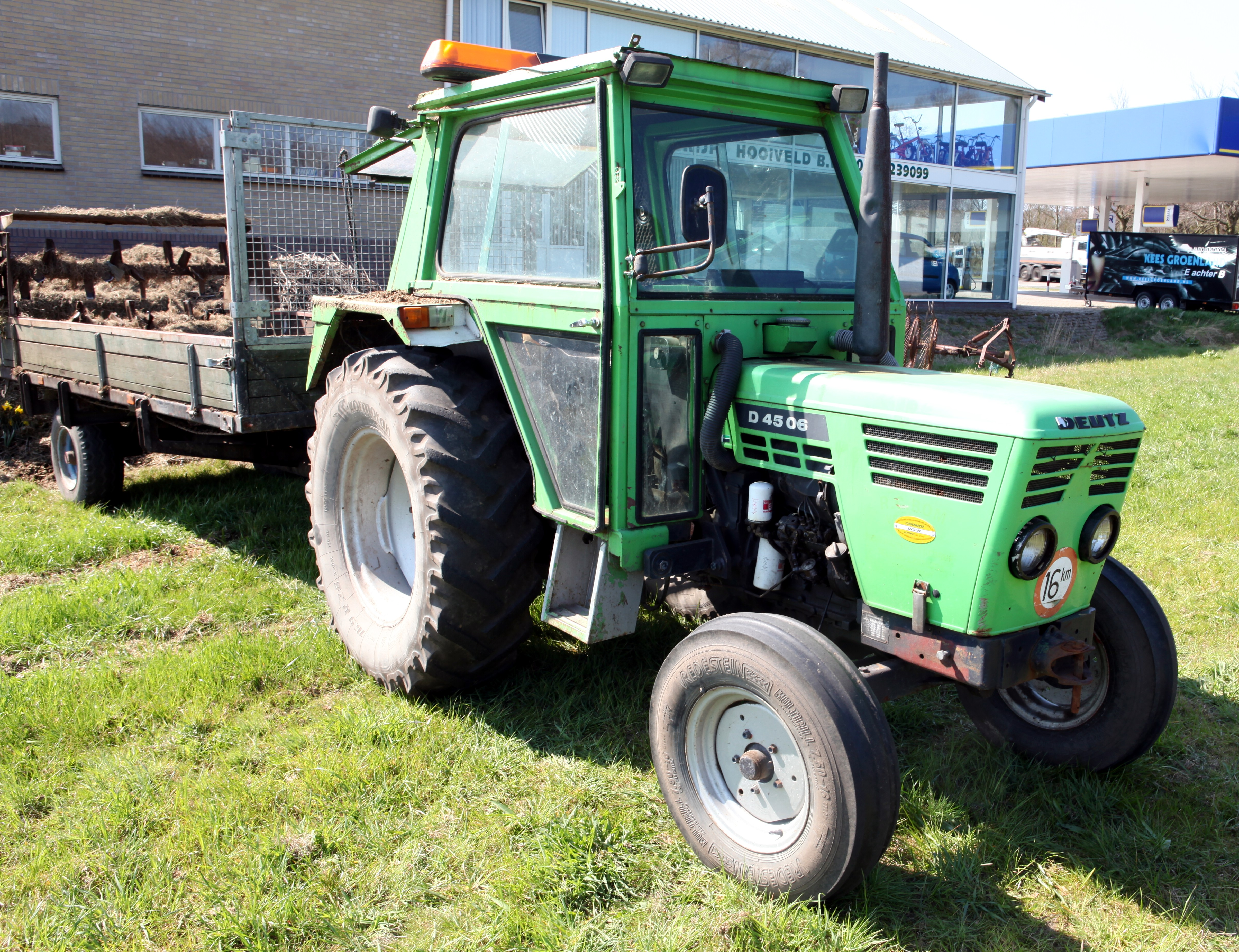
Deutz D 4506 (1972–1980)
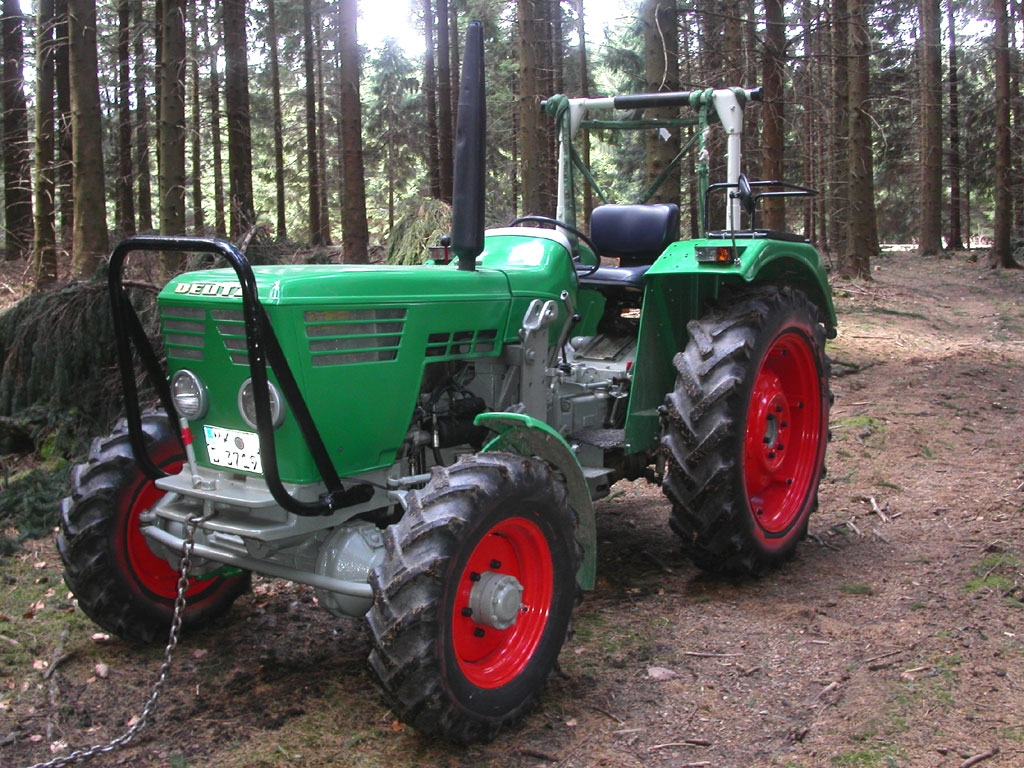
Deutz D 5006 (1968–1974)
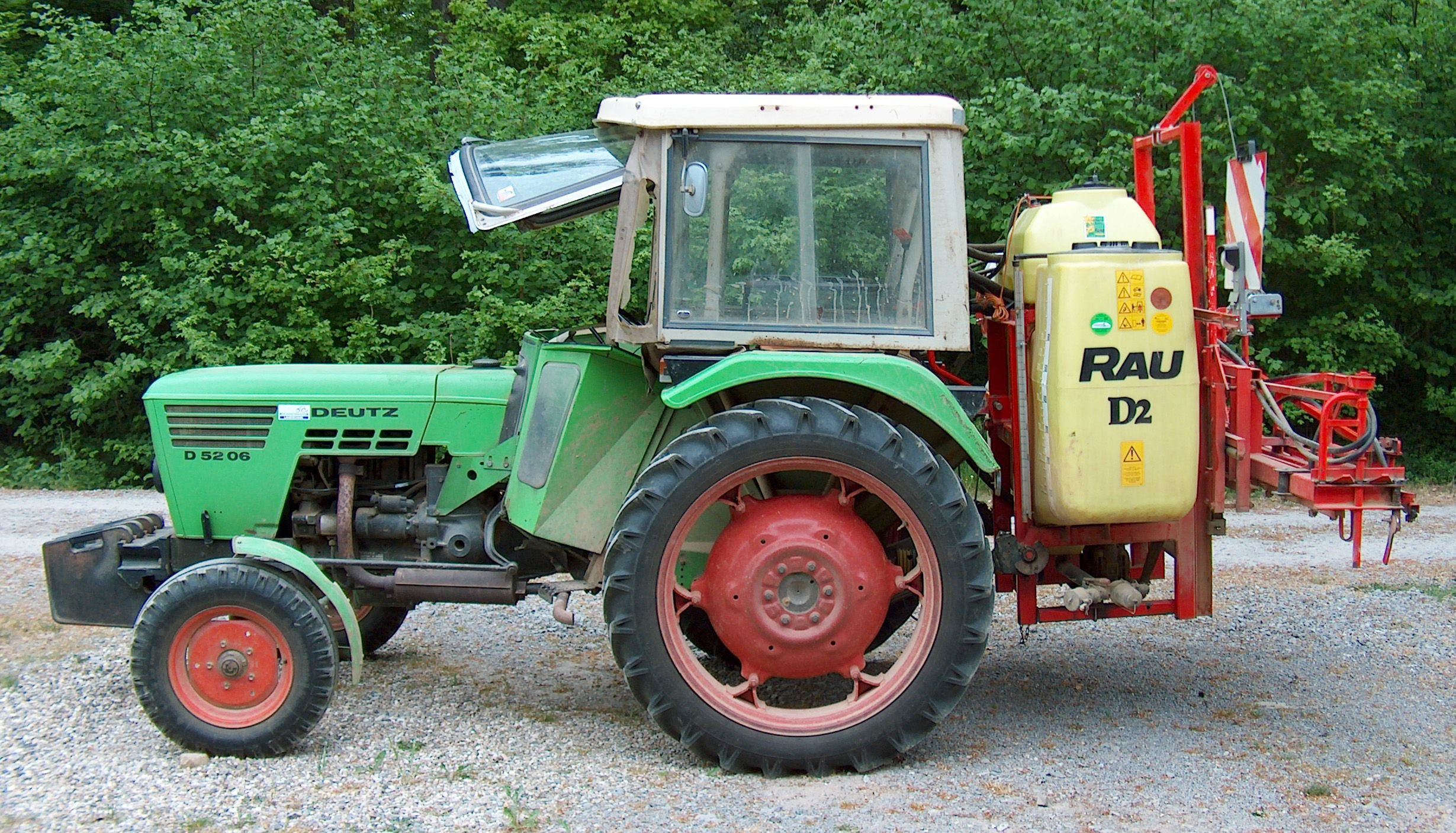
Deutz D 5206 (1974–1980)
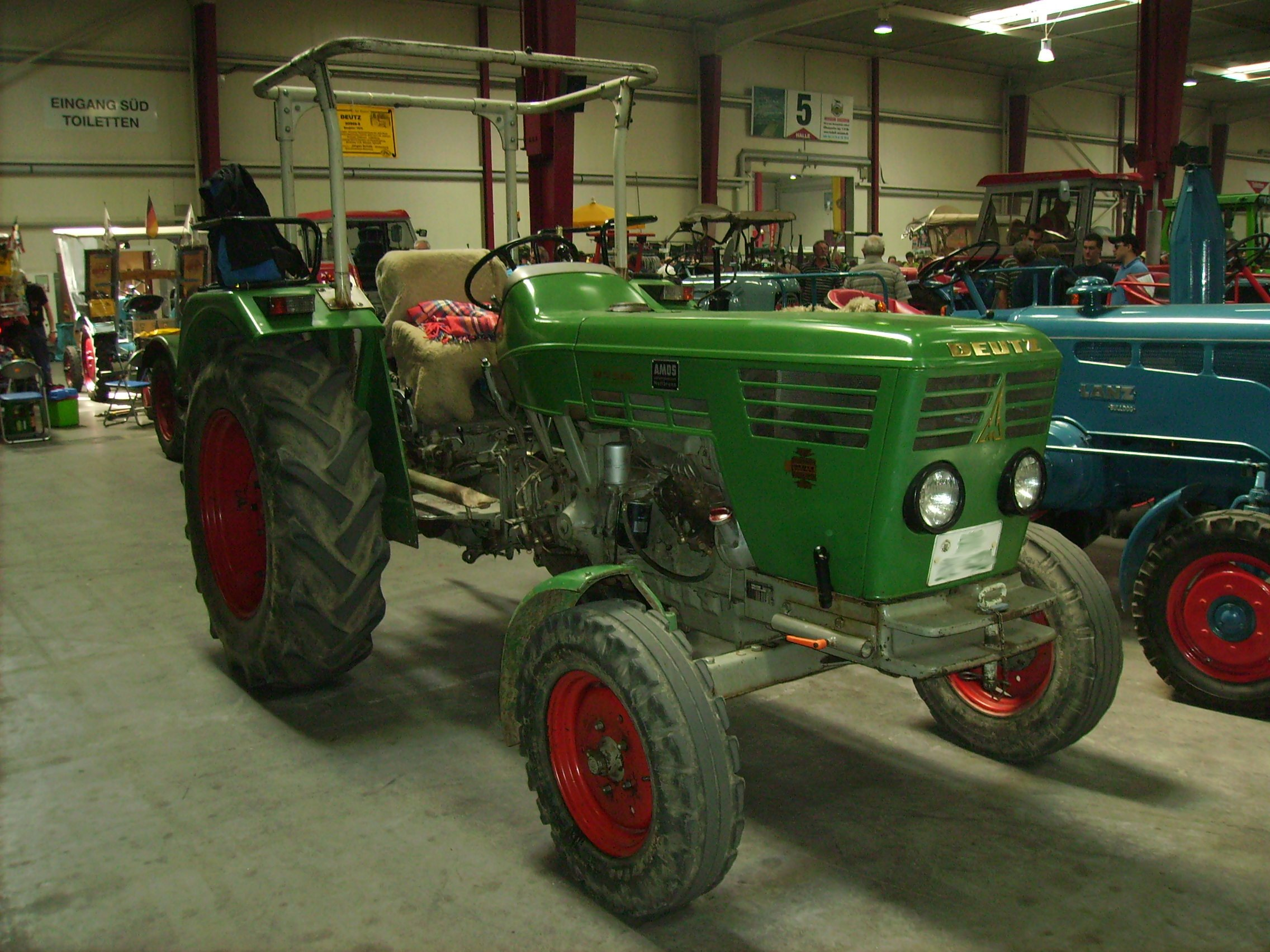
Deutz D 5506 (1968–1974)
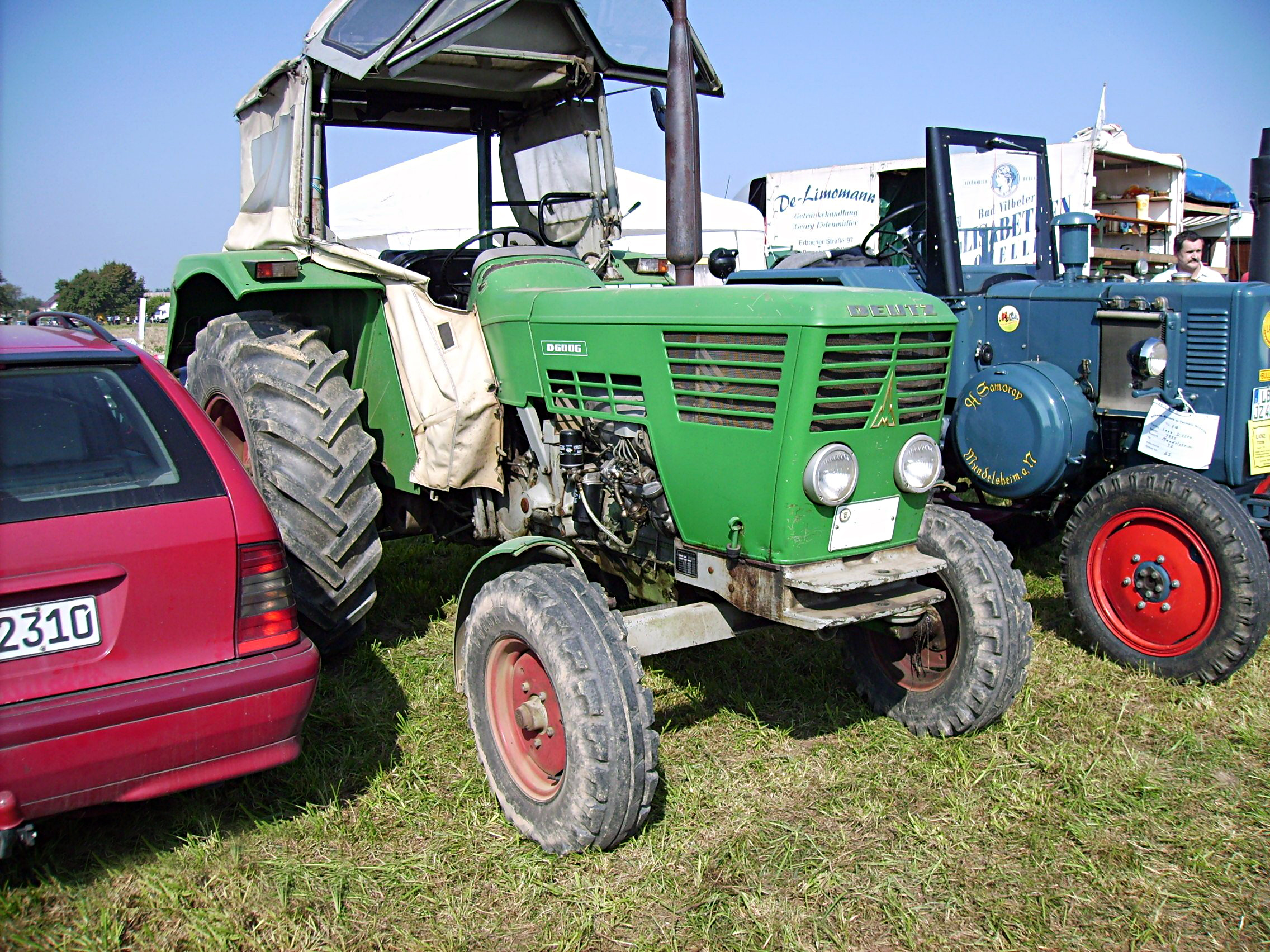
Deutz D 6006 (1968–1974)
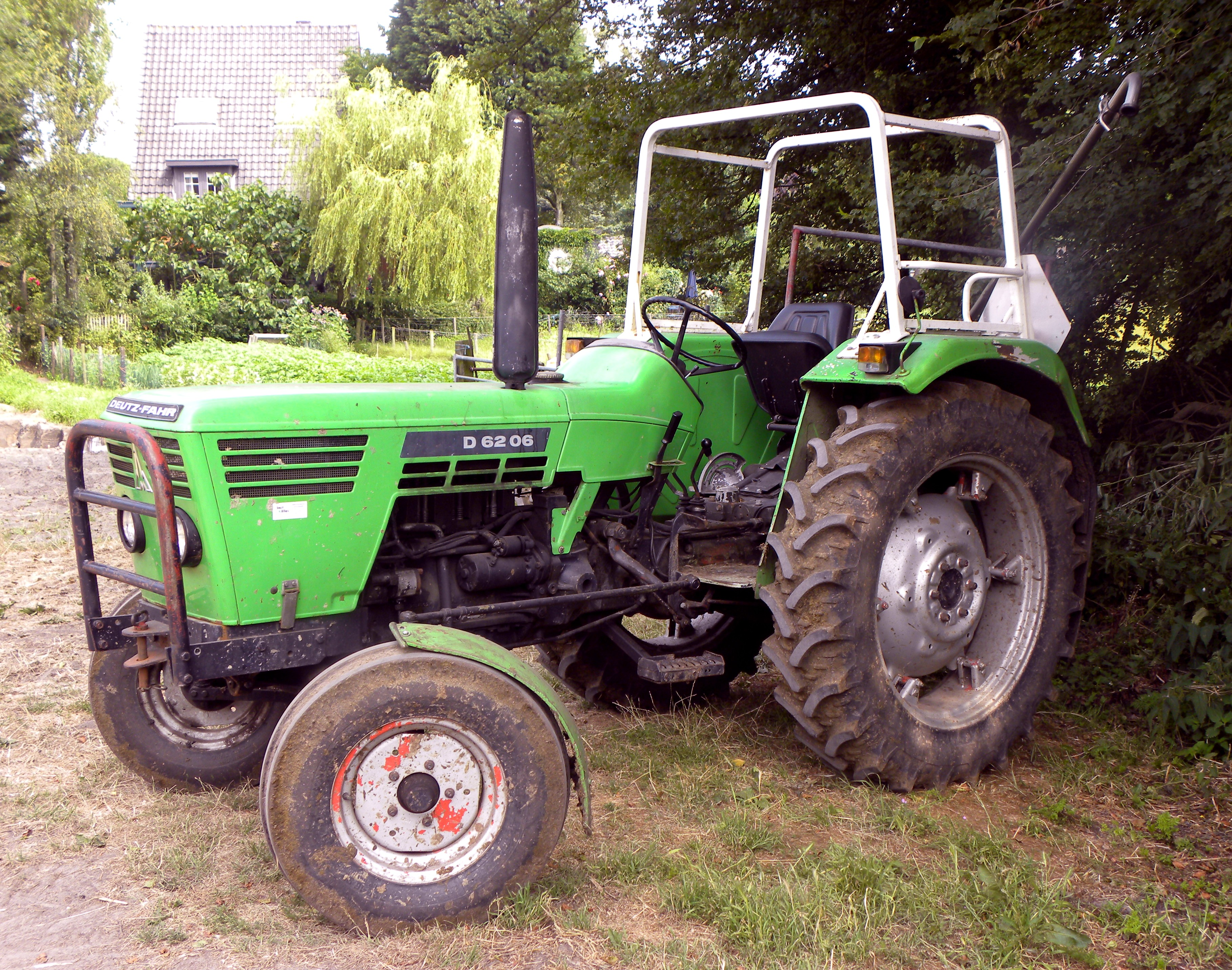
Deutz D 6206 (1974–1980)
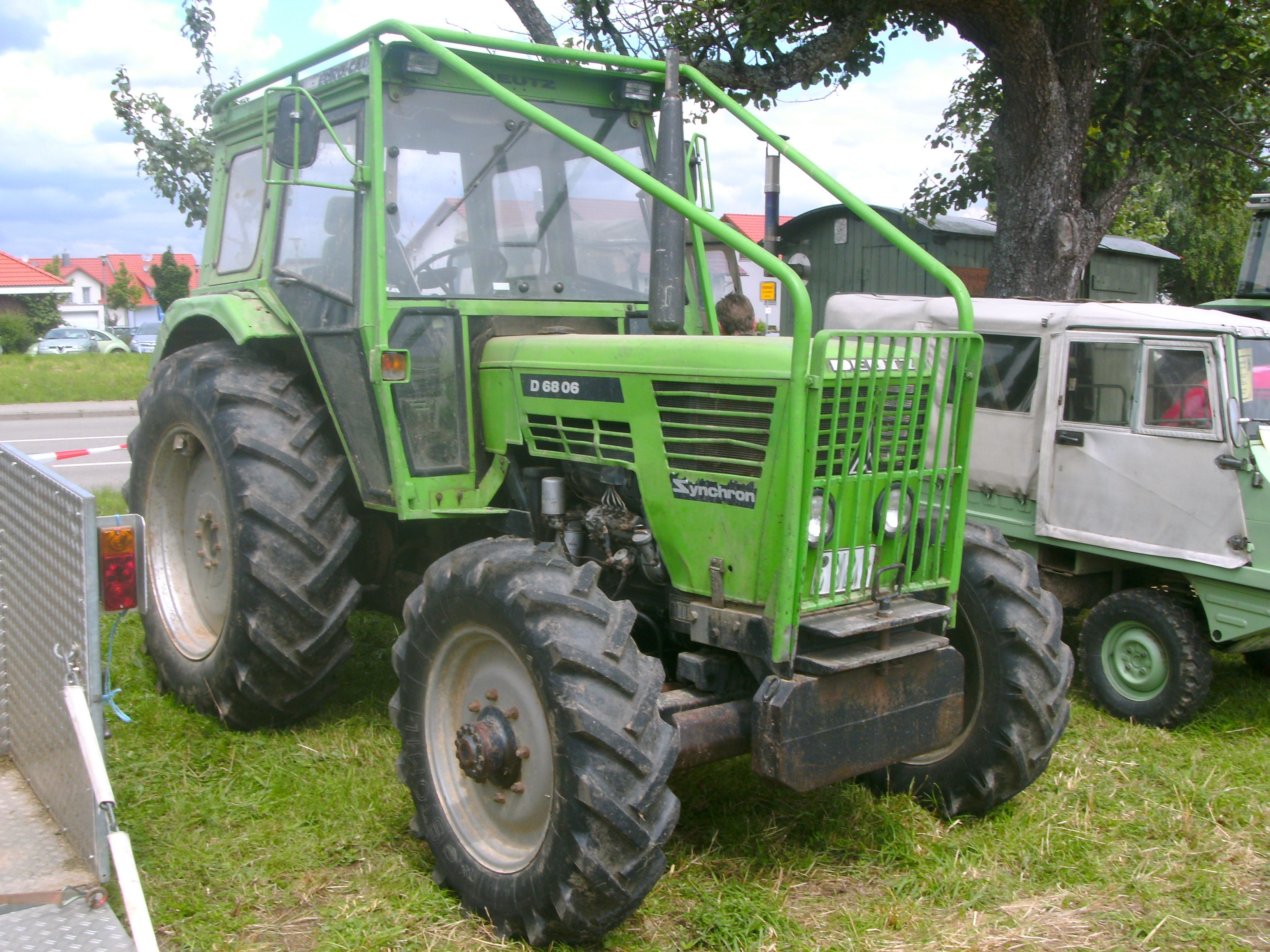
Deutz D 6806 (1974–1980)
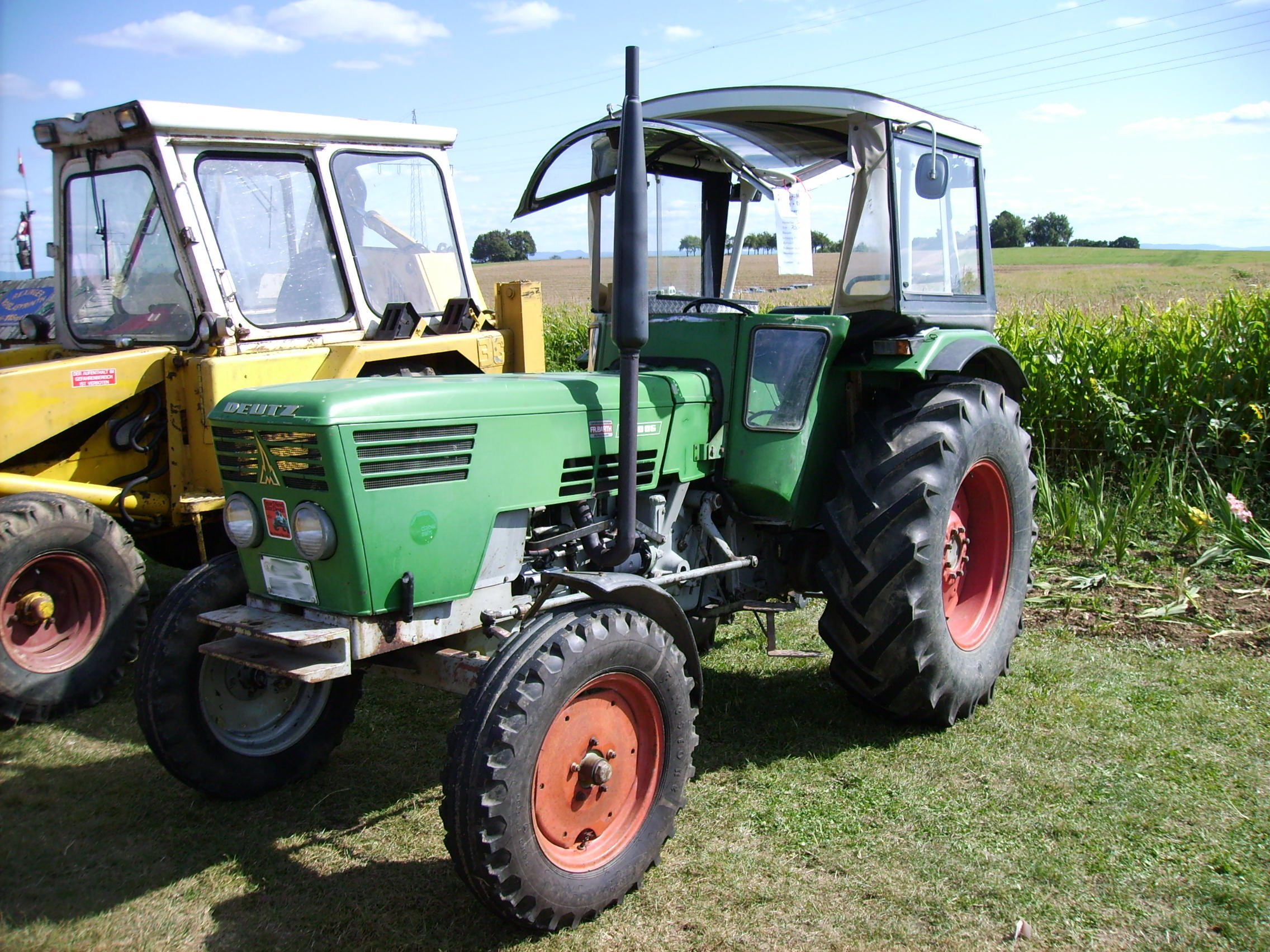
Deutz D 7006 (1970–1974)
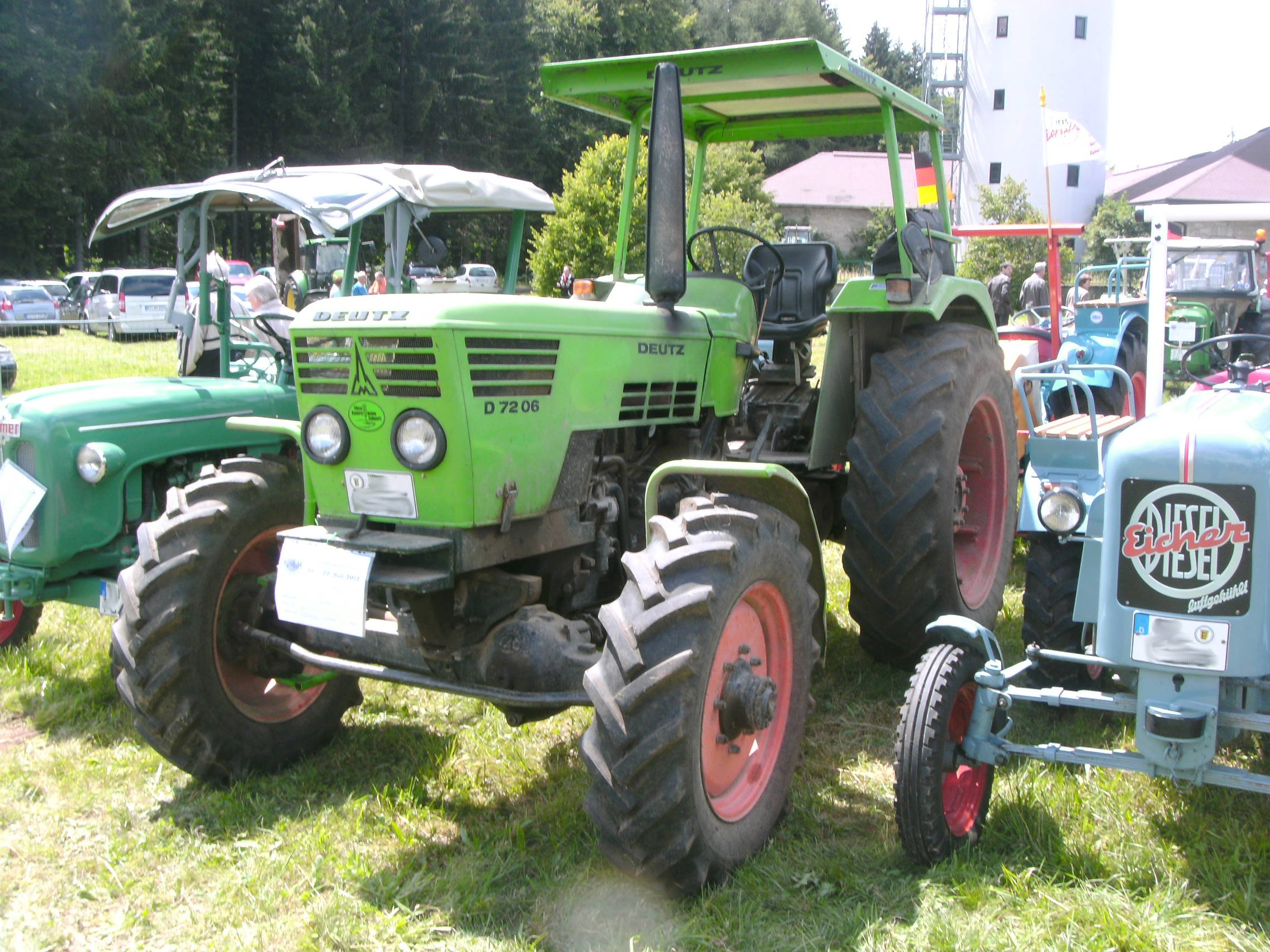
Deutz D 7206 (1974–1981)
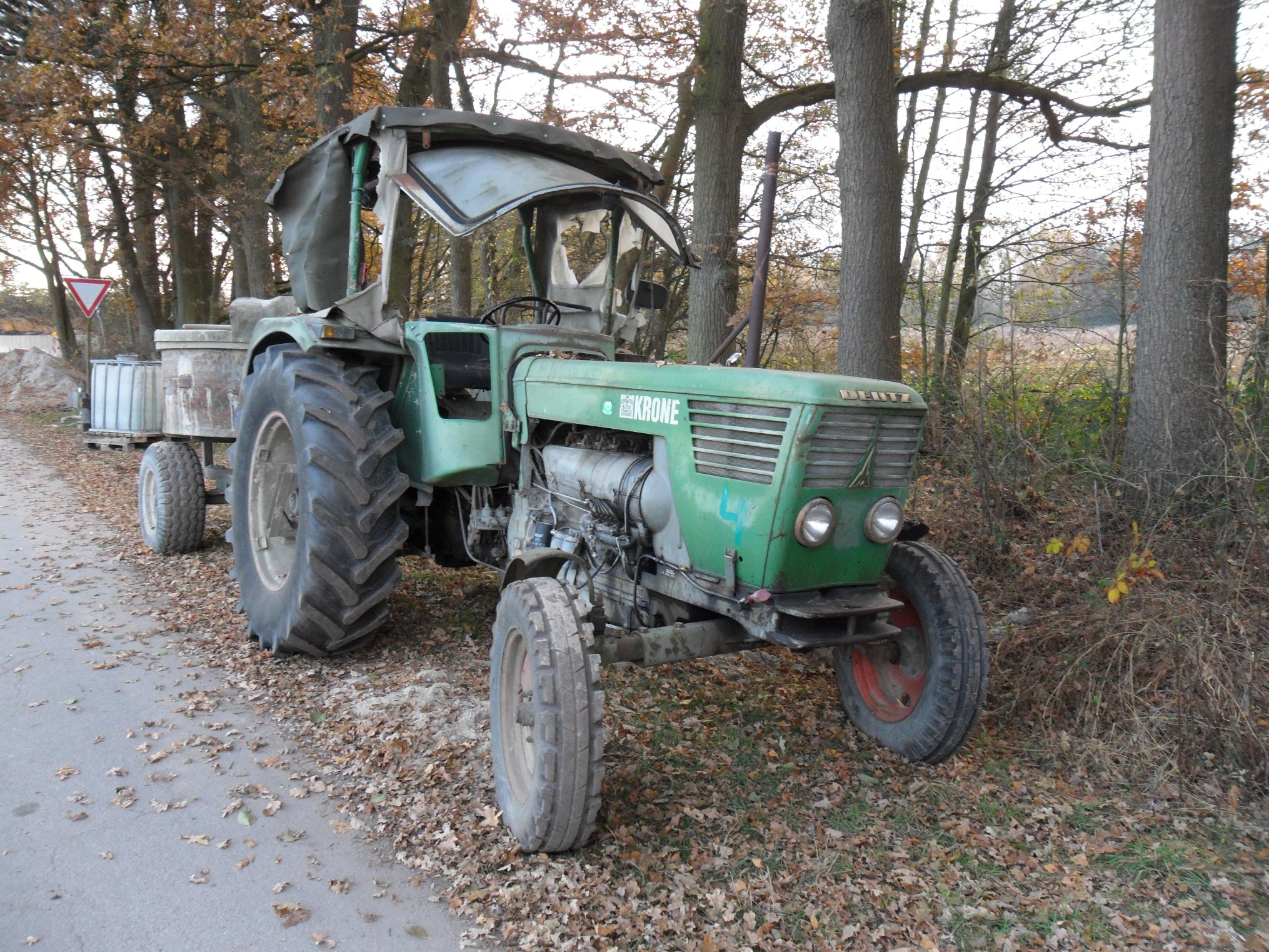
Deutz D 7506 (1968–1970)
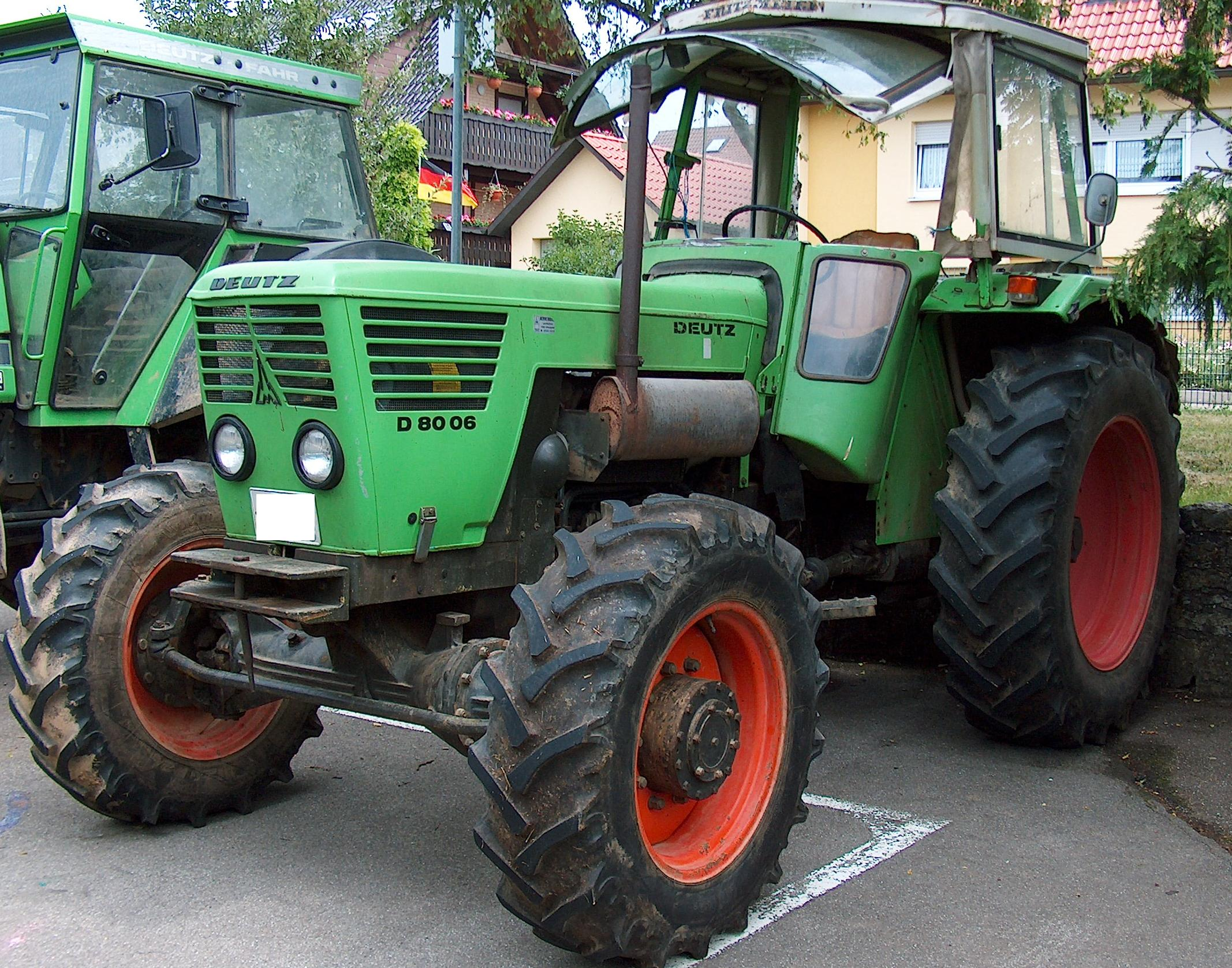
Deutz D 8006 (1970–1978)
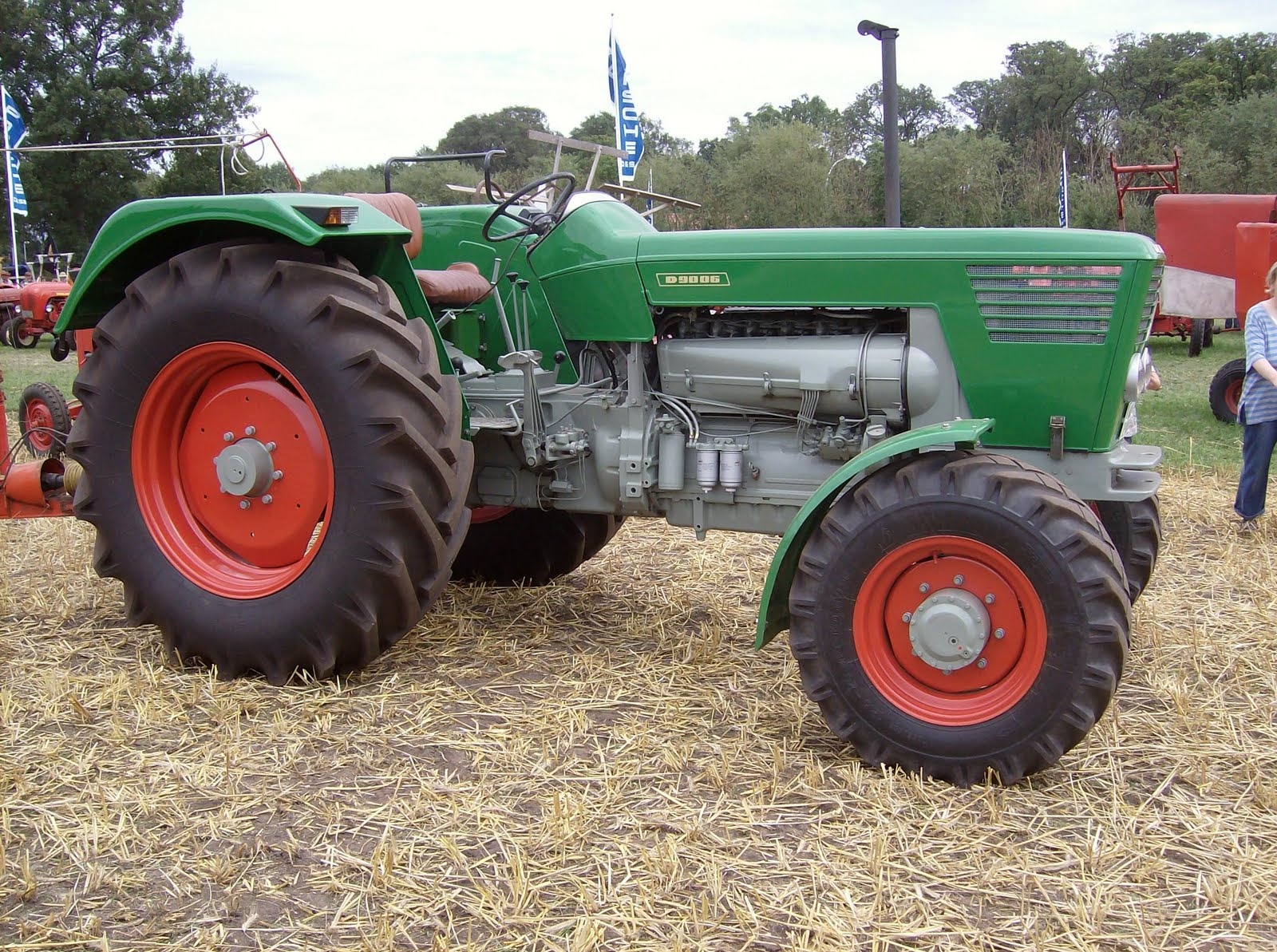
Deutz D 9006 (1968–1970)
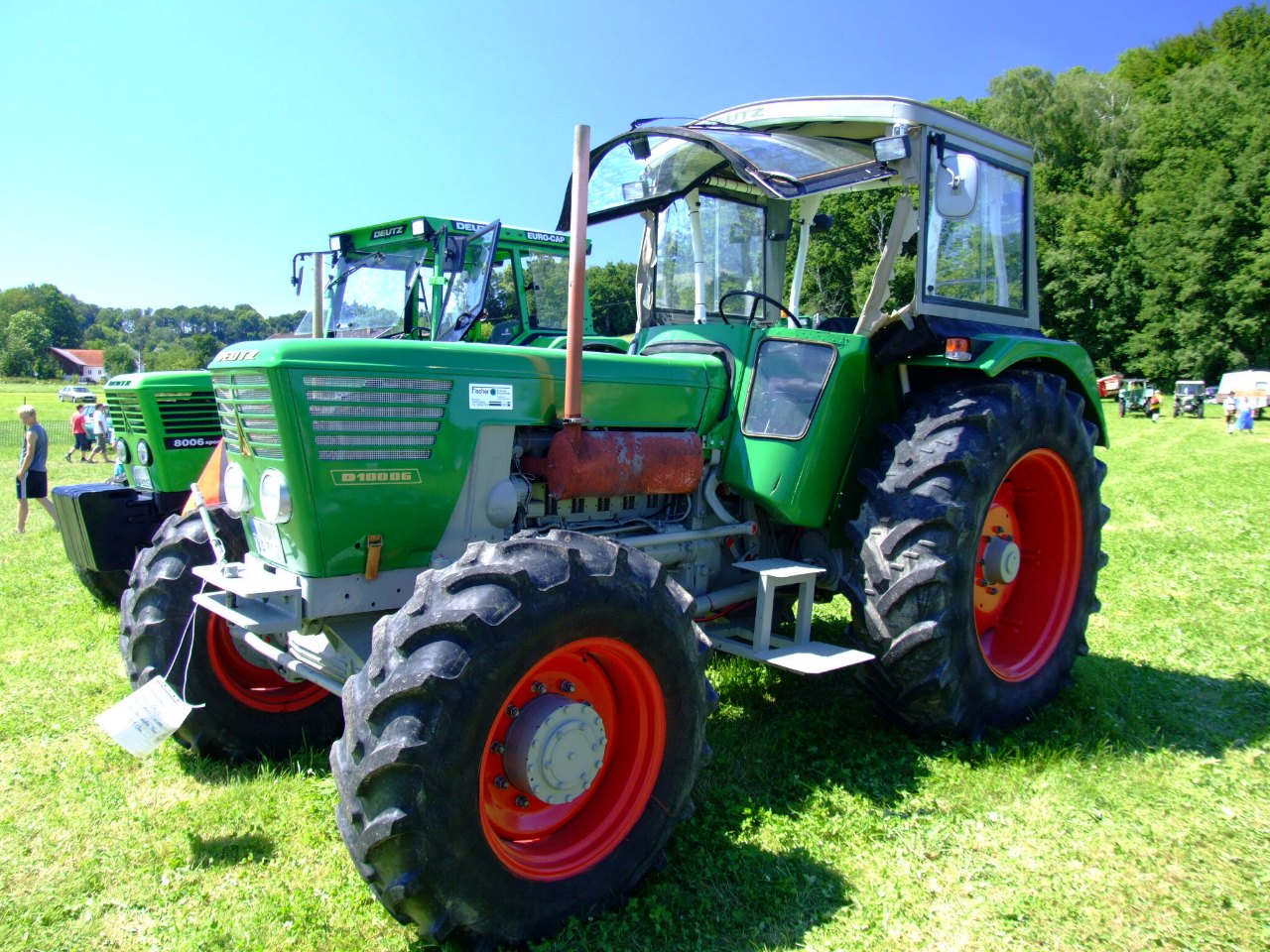
Deutz D 10006 (1970–1978)
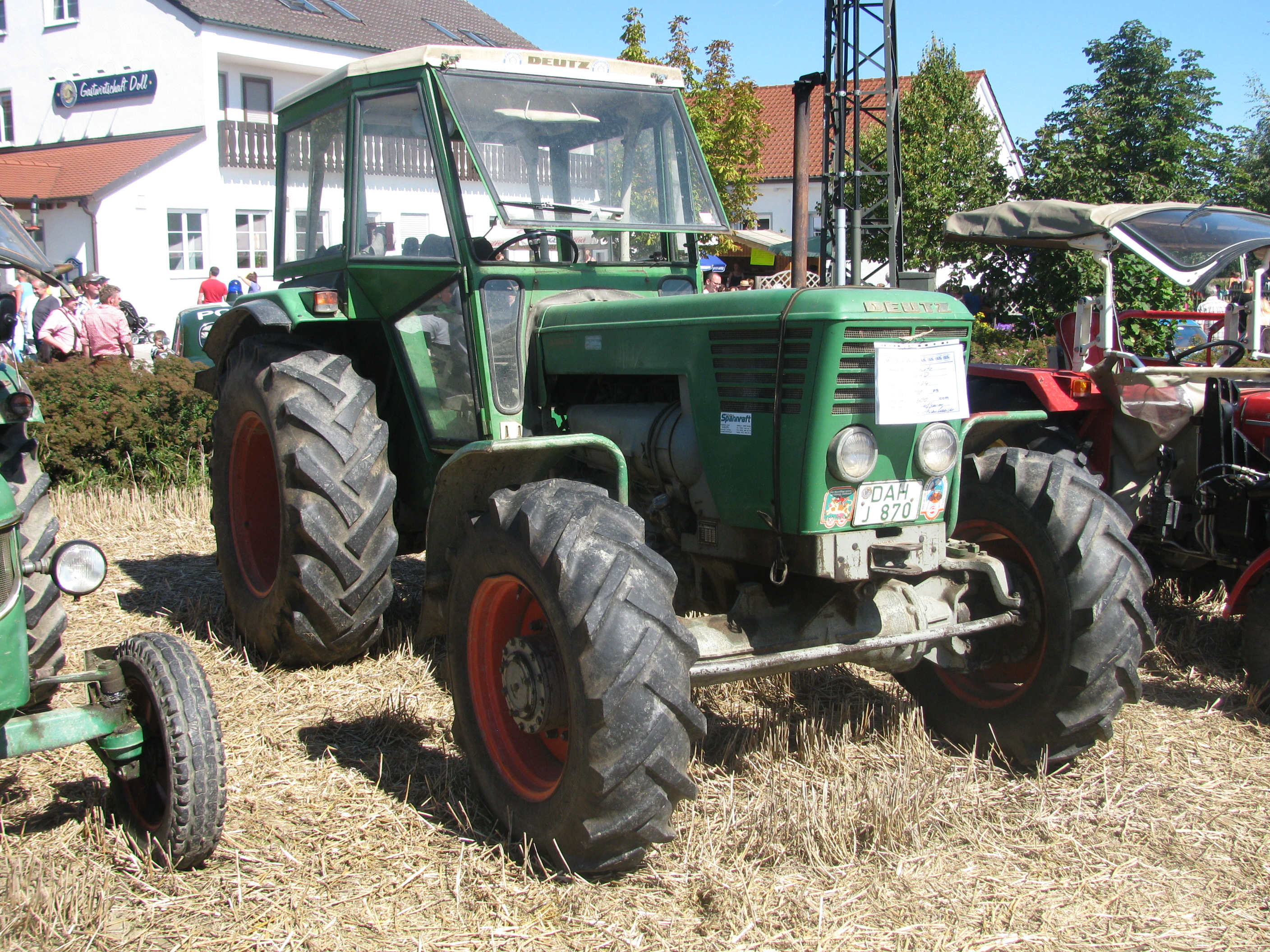
Deutz D 12006 (1971)
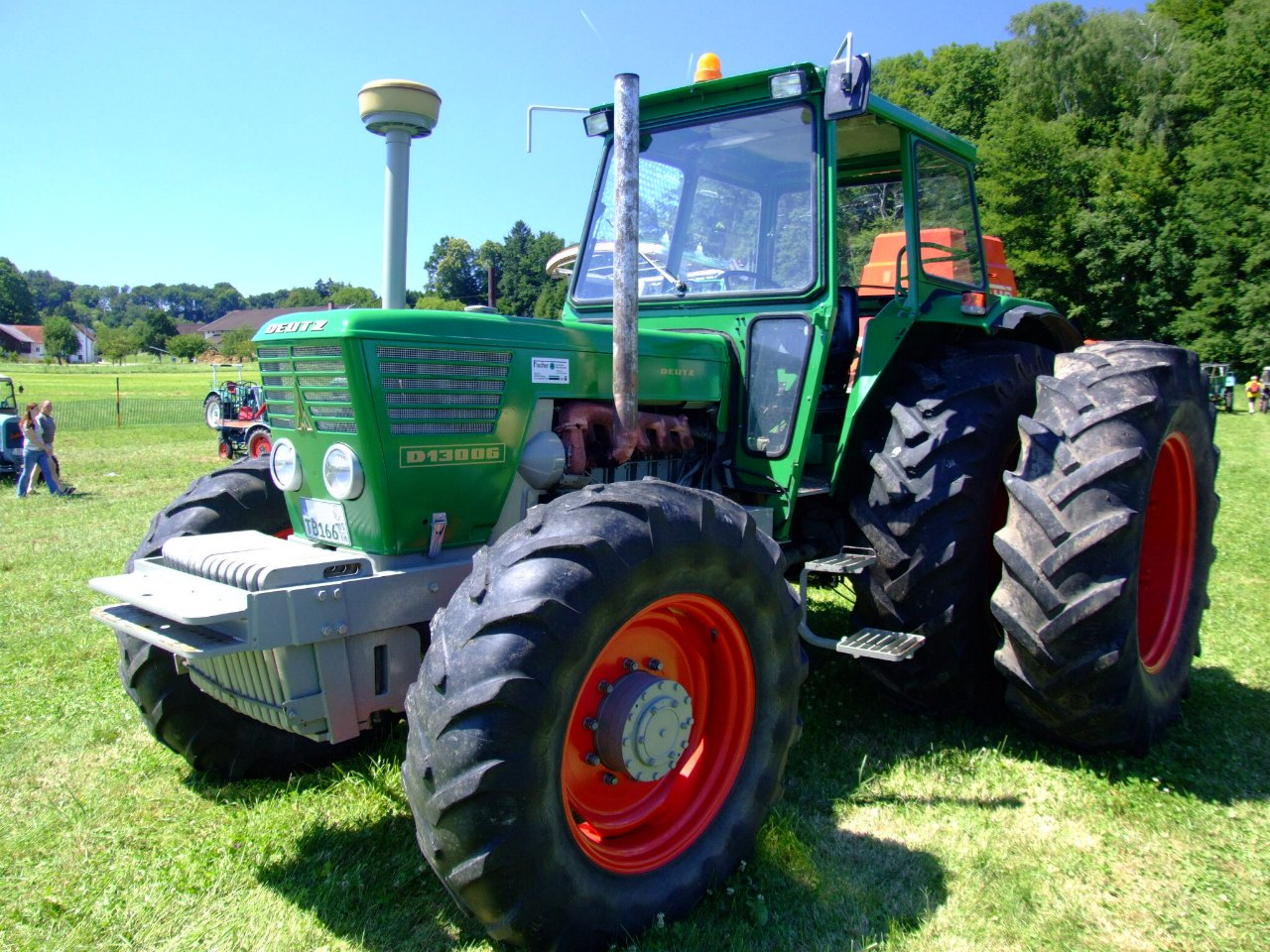
Deutz D 13006 (1972–1978)
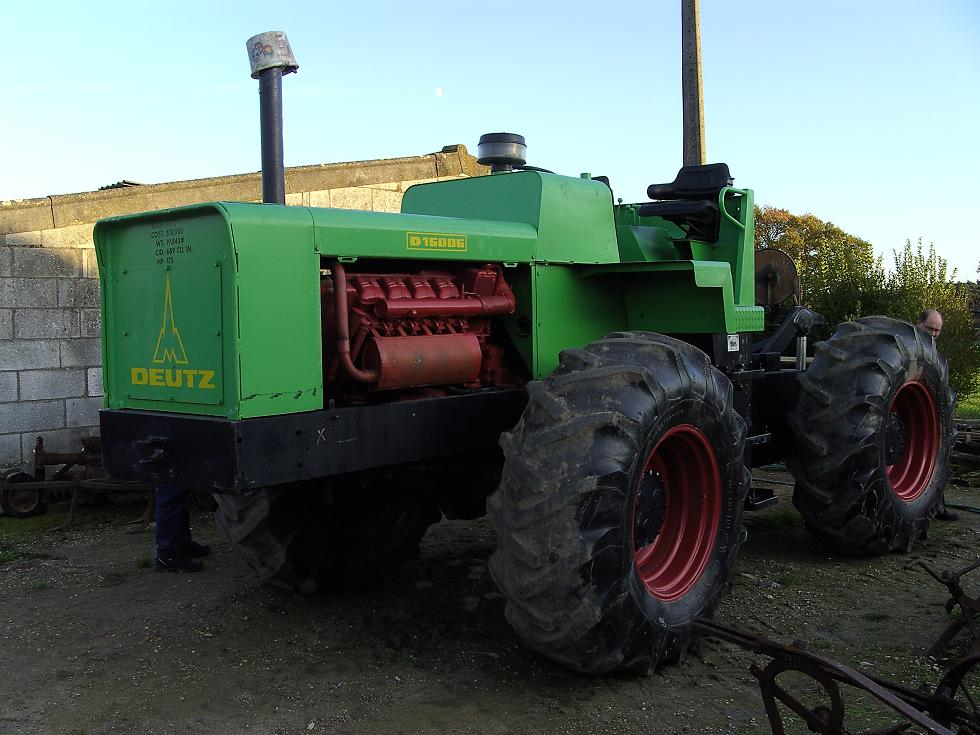
Deutz D 16006 (1969–1970)